# Булгур
Булгу́р (тур. bulgur) або бургу́л (араб. برغل) — крупа з обробленої окропом, висушеної та подрібненої пшениці. З давніх часів є широко поширеним продуктом на Близькому Сході та у Середземномор'ї.

## Історія
Булгур походить з Близького Сходу та є однією з найбільш ранніх круп, що відома людству.  
Найбільш рання археологічна знахідка булгуру датується 6-м тисячоліттям до нашої ери. Перша письмова згадка — у клинописних табличках за часів ассирійського царя Ашшур-назір-апала II (IX століття до н. е.). Про булгур також йдеться і в Біблії: у Другій книзі Царств 17:19, Книзі пророка Єзекіїля 44:30 та Книзі Неємії 10:37.  

## Виробництво
Пшеничні зерна піддають термічній обробці гарячою водою, а потім висушуються (традиційно — на сонці). Зазвичай їх очищують від висівок, після чого зерна дробляться до потрібного розміру.

## Використання
Булгур є дуже поширеним в кухнях країн Близького Сходу,  Середземномор'я, Кавказу, Центральної Азії та Індійського субконтиненту. Використовується для приготування плову, супів, салатів, або як гарнір чи начинка для фаршування. В окремих випадках, приготування булгуру є необов'язковим — достатньо просто дати йому настоятися у воді. 
Висока харчова цінність булгуру робить його повноцінною альтернативою рису або кускусу.